# Wereldbeker schaatsen 2019/2020 - Wereldbeker 1
De Wereldbeker schaatsen 2019/2020 Wereldbeker 1 was de eerste wedstrijd van het wereldbekerseizoen die van 15 tot en met 17 november 2019 plaatsvond in de Minsk Arena in Minsk, Wit-Rusland. De ploegenachtervolging stond nog niet op het programma.

## Tijdschema
| Datum                | Tijd (MET) | Onderdeel                                                         |
| -------------------- | ---------- | ----------------------------------------------------------------- |
| Vrijdag 15 november  | 17:30      | teamsprint vrouwen teamsprint mannen 3000 m vrouwen 5000 m mannen |
| Zaterdag 16 november | 13:00      | 500 m vrouwen 1000 m mannen 1500 m vrouwen massastart mannen      |
| Zondag 17 november   | 13:00      | 500 m mannen 1000 m vrouwen 1500 m mannen massastart vrouwen      |

## Podia

### Mannen
| Wedstrijd  | Goud                                          | Tijd              | Zilver                                     | Tijd              | Brons                                              | Tijd              |
| 500 m      | Kim Jun-ho Zuid-Korea                         | 34,87             | Gao Tingyu China                           | 34,91(3)          | Dai Dai Ntab Nederland                             | 34,91(6)          |
| 1000 m     | Thomas Krol Nederland                         | 1.09,00           | Ning Zhongyan China                        | 1.09,22           | Kjeld Nuis Nederland                               | 1.09,27           |
| 1500 m     | Kjeld Nuis Nederland                          | 1.46,22           | Denis Joeskov Rusland                      | 1.46,45           | Thomas Krol Nederland                              | 1.46,49           |
| 5000 m     | Patrick Roest Nederland                       | 6.16,61           | Jorrit Bergsma Nederland                   | 6.22,29           | Denis Joeskov Rusland                              | 6.22,54           |
| Massastart | Jorrit Bergsma Nederland                      | 62 punten 7.50,36 | Chung Jae-won Zuid-Korea                   | 40 punten 7.50,88 | Um Cheon-ho Zuid-Korea                             | 20 punten 7.50,96 |
| Teamsprint | Nederland Ronald Mulder Kjeld Nuis Kai Verbij | 1.21,16           | China Wang Shiwei Lian Ziwen Ning Zhongyan | 1.21,32           | Canada Gilmore Junio Laurent Dubreuil David La Rue | 1.21,68           |

### Vrouwen
| Wedstrijd  | Goud                                                     | Tijd              | Zilver                                                      | Tijd              | Brons                                 | Tijd              |
| 500 m      | Olga Fatkoelina Rusland                                  | 37,92             | Daria Katsjanova Rusland                                    | 37,94             | Nao Kodaira Japan                     | 38,17             |
| 1000 m     | Brittany Bowe Verenigde Staten                           | 1.15,35           | Jorien ter Mors Nederland                                   | 1.15,95           | Jekaterina Sjichova Rusland           | 1.15,96           |
| 1500 m     | Ireen Wüst Nederland                                     | 1.56,46           | Jekaterina Sjichova Rusland                                 | 1.56,86           | Brittany Bowe Verenigde Staten        | 1.57,25           |
| 3000 m     | Isabelle Weidemann Canada                                | 4.04,67           | Carlijn Achtereekte Nederland                               | 4.05,15           | Ivanie Blondin Canada                 | 4.06,08           |
| Massastart | Ivanie Blondin Canada                                    | 60 punten 8.22,36 | Irene Schouten Nederland                                    | 40 punten 8.22,71 | Francesca Lollobrigida Italië         | 20 punten 8.23,57 |
| Teamsprint | Nederland Letitia de Jong Michelle de Jong Jutta Leerdam | 1.29,23           | Rusland Olga Fatkoelina Angelina Golikova Irina Koeznetsova | 1.29,95           | Japan Arisa Go Konami Soga Maki Tsuji | 1.30,08           |